# 彦根市民体育センター
彦根市民体育センター（ひこねしみんたいいくセンター）は、滋賀県彦根市に所在した体育館である。当体育館は滋賀県立彦根総合運動場に隣接していたが、2018年（平成30年）3月31日をもって閉館した。その後、彦根市スポーツ・文化交流センター（以降は「新体育館」と表記）の整備が行われ、新体育館は2022年（令和4年）12月10日に開館した。

## 概要
第36回国民体育大会「びわこ国体」が1981年（昭和56年）に滋賀県で開催されることが決まったことをきっかけに、1980年（昭和55年）に整備された。その後、2016年（平成28年）7月に彦根市教育委員会が「彦根市新市民体育センター整備  基本計画(案)」を発表し、2018年（平成30年）1月に（当体育館を）同年3月31日をもって閉館することを発表した。
閉館後は「彦根市民体育センターを守る会」により、当体育館の再開の是非を問う住民投票条例を求める署名活動が行われたが、2018年（平成28年）7月から解体工事が実施された。その後、2020年（令和2年）10月15日に大津地方裁判所で当時の彦根市長を相手に損害賠償を請求する裁判（住民訴訟）が開かれたが、裁判長は住民側の請求を棄却した。

## 施設
- 第1競技場
  - 収容人数 - 1,024人（固定576、可動448）
  - 利用可能数 - バスケットボール2面、バレーボール3面、卓球24面、ハンドボール1面、バドミントン10面、テニス3面
- 第2競技場
  - 利用可能数 - バレーボール1面、バドミントン3面、卓球6面

## 交通アクセス
- JR琵琶湖線（東海道本線）・近江鉄道本線彦根駅から2.4 km[9]。同駅より徒歩で約20分、バスで約10分（「総合運動場前」停留所下車、徒歩5分）[9]。

## 備考
- 2014年（平成26年）度の年間利用者数は約8万人であった[4]。
- 当体育館は滋賀レイクスターズの準ホームアリーナの1つであった[9]。当体育館でのB.LEAGUE公式戦は2018年（平成30年）3月に開催された西宮ストークス戦が最後となり[10]、その後、2023年（令和5年）2月に新体育館で三遠ネオフェニックス戦が開催されるまで、彦根市内でB.LEAGUE公式戦は1度も開催されなかった[10]。